# Amee
Trần Huyền My, née le 23 mars 2000, mieux connue sous son nom de scène Amee est une chanteuse vietnamienne.  Elle est surtout connue pour être la première artiste féminine solo à sortir de St. 319 Entertainment. Elle est la plus jeune artiste vietnamienne à recevoir le titre de Meilleur nouvel artiste asiatique du Vietnam aux prix MAMA. Elle obtient un franc succès avec sa chanson Anh nhà ở đâu thế ? (Où habites-tu ?) qui cumule plus de 111 millions de vues sur YouTube.
Outre Anh nhà ở đâu thế ?, Amee est aussi connue pour ses chansons Đen đá không đuong (Café noir glacé sans sucre) et Sao anh chua vê nhà ? (Pourquoi tu ne rentres pas encore chez toi ?) ou Mama Boy. En décembre 2020, elle sort son premier opus dreAMEE et interprète le premier spectacle acoustique live du même nom avec l’idée de détendre ses fans avec sa musique douce pendant la période anxieuse de la pandémie de COVID-19.
Avant de décrocher un prix aux MAMA 2020, Amee a déjà été honorée de plusieurs prix nationaux comme ceux de la « meilleure vidéo de l’année » aux Metub WebTV Asia Awards 2019, de la « meilleure chanson » aux prix 'Làn Sóng Xanh 2019, du « clip musical au record de vues » au YouTube Rewind 2019, du « meilleur nouvel artiste » aux Zing Music Awards 2019 et de la « nouvelle révélation de l’année » aux prix Cống Hiến (Contributions) 2020.

## Biographie
Amee est née le 23 mars 2000 à Hanoï. Elle a été recrutée par St.319 Entertainment en tant que stagiaire à l'âge de 15 ans et est l'une des premières idoles au Viêt Nam à avoir suivi une période de formation de quatre ans. Elle attire l'attention du public pour la première fois en 2019 lorsqu'elle sort sa première chanson Anh Nhà Ở Đâu Thế.

## Vie et carrière

### Jeunesse
Pendant sa période de stage, elle fait une apparition dans HongKong1, le clip de Nguyễn Trọng Tài, San Ji et Double X.

## Discographie

### Singles
- 2018 : Nếu mai chia tay, avec Monstar
- 2019 : Ex's Hate Me, avec B Ray et Masew
- 2019 : Anh nhà ở đâu thế, avec B Ray
- 2019 : Phố hàng nóng, avec Kay Trần
- 2019 : Đen đá không đường
- 2019 : Anh đánh rơi người yêu này, avec Andiez Nam Trương
- 2019 : Dấu yêu vô hình, avec OSad
- 2019 : Trời giấu trời mang đi avec Viruss
- 2020 : Giận Muốn Chết Đến Tết Cũng Quên (OST 30 Chưa phải Tết), avec Huỳnh James
- 2020 : Do for love, avec B Ray et Masew
- 2020 : 1000x (Ngàn lần), avec Lou Hoàng et Rhymastic
- 2020 : Sao anh chưa về nhà, avec Ricky Star
- 2020 : Yêu thì yêu không yêu thì yêu
- 2020 : Ex's Hate Me' (Part 2)
- 2020 : Mama boy
- 2020 : Em bé avec Karik
- Từ thích thích thành thương thương, avec Hoàng Dũng
- 2021 : Tình bạn diệu kỳ,  avec Ricky Star et Lăng LD

## Récompenses et nominations
| An   | Prix                               | Catégorie                           | Nommé                                      | Résultat   |
| ---- | ---------------------------------- | ----------------------------------- | ------------------------------------------ | ---------- |
| 2019 | Vlive Awards 2019                  | Rising Star                         | Amee                                       | Nomination |
| 2019 | Vlive Awards 2019                  | V Fanship Community                 | Amee and fan                               | Nomination |
| 2019 | METUB WebTVAsia Awards 2019        | Best R&B’s music video              | Đen Đá Không Đường                         | Nomination |
| 2019 | METUB WebTVAsia Awards 2019        | Best music video                    | Anh Nhà Ở Đâu Thế                          | Nomination |
| 2019 | METUB WebTVAsia Awards 2019        | Best Pop’s music video              | Anh Nhà Ở Đâu Thế                          | Nomination |
| 2019 | METUB WebTVAsia Awards 2019        | Collab music video of the year      | Trời Giấu Trời Mang Đi                     | Lauréat,   |
| 2020 | Zing Music Awards 2019             | Discovery of the year               | Amee                                       | Lauréat,   |
| 2020 | Zing Music Awards 2019             | Favorite female artist              | Amee                                       | Nomination |
| 2020 | Zing Music Awards 2019             | Favorite Pop/Ballad song            | Anh Nhà Ở Đâu Thế                          | Nomination |
| 2020 | Zing Music Awards 2019             | Most popular R&B/Soul song          | Anh Đánh Rơi Người Yêu Này                 | Nomination |
| 2020 | Zing Music Awards 2019             | Most popular R&B/Soul song          | Đen Đá Không Đường                         | Nomination |
| 2020 | Zing Music Awards 2019             | Most popular R&B/Soul song          | Anh Đánh Rơi Người Yêu Này                 | Nomination |
| 2020 | Zing Music Awards 2019             | Most popular soundtrack             |                                            | Nomination |
| 2020 | WeChoice Awards 2019               | Singer have breakthrough activities | Amee                                       | Nomination |
| 2020 | WeChoice Awards 2019               | Music video of the year             | Anh Nhà Ở Đâu Thế                          | Nomination |
| 2020 | Green Wave 2019                    | Top 10 Favorite Songs               | Anh Nhà Ở Đâu Thế                          | Lauréat    |
| 2020 | Green Wave 2019                    | New outstanding artist              | Amee                                       | Nomination |
| 2020 | Dedication Music Award 2020        | New artist of the year              | Amee                                       | Lauréat    |
| 2020 | Dedication Music Award 2020        | Music video of the year             | Anh Nhà Ở Đâu Thế                          | Nomination |
| 2020 | Dedication Music Award 2020        | Song of the year                    | Anh Nhà Ở Đâu Thế                          | Nomination |
| 2020 | Mnet Asian Music Awards(MAMA) 2020 | Best New Artist in Vietnam          | Amee                                       | Lauréat,   |
| 2021 | Star of the year 2020              | Female music star                   | Amee                                       | Lauréat,   |
| 2021 | Green Wave 2020                    | Female artist of the year           | Amee                                       | Lauréat,   |
| 2021 | Green Wave 2020                    | Collaboration of the year           | Amee, Ricky Star, Lyly, TDK, Hứa Kim Tuyền | Lauréat,   |
| 2021 | Green Wave 2020                    | Album of the year                   | dreAMEE                                    | Lauréat,   |
| 2021 | Green Wave 2020                    | Music video of the year             | Sao Anh Chưa Về Nhà                        | Nomination |
| 2021 | Green Wave 2020                    | Breakthrough singer                 | Amee                                       | Nomination |
| 2021 | Zing Music Awards 2020             | The most popular female artist      | Amee                                       | Nomination |
| 2021 | WeChoice Awards 2020               | Singer have breakthrough activities | Amee                                       | Nomination |
| 2021 | Dedication Music Award 2021        | Artist of the year                  | Amee                                       | Nomination |
| 2021 | Dedication Music Award 2021        | Album of the year                   | dreAMEE                                    | Nomination |
| 2021 | Dedication Music Award 2021        | Music video of the year             | Yêu Thì Yêu Không Yêu Thì Yêu              | Nomination |